# Miles Burris
Miles Burris (* 27. Juni 1988 in Orangevale, Kalifornien) ist ein ehemaliger American-Football-Linebacker der Oakland Raiders in der National Football League (NFL) und Schauspieler.

## Leben

### Football-Karriere
Miles Burris wurde in Orangevale, Kalifornien geboren und machte 2007 seinen Abschluss an der Granite Bay High School in Granite Bay, Kalifornien. In Granite Bay wurde er zweimal zum All-Metro League Player gewählt und war sowohl in seiner Junior- als auch in seiner Senior-Saison Granite Bays Defensivspieler des Jahres.
Von 2007 bis 2011 studierte Burris an der San Diego State University und spielte dort für die San Diego State Azteks. Er wurde 2010 und 2011 in das First-Team All-Mountain West Conference (MWC) gewählt. In seinem Junior-Jahr erzielte er 9,5 Sacks, was den siebthöchsten Wert in einer Saison in der Geschichte des Programms darstellte. Er führte die Conference außerdem mit 80 Tackles an und wurde 2010 zum San Diego State Student-Athlete of the Year gewählt. Auch in seinem letzten Jahr war er mit 78 Tackles, darunter 46 Solo-Tackles und 19,5 für Raumverlust, der Leading Tackler der MWC. In derselben Saison kamen acht Sacks und drei Fumble Recoveries hinzu.
Basierend auf seinen Ergebnissen beim NFL Scouting Combine und Pro Day prognostizierte NFL Draft Scout Burris als Fünftrunden-Draftpick. Im NFL Draft 2012 wählten die Oakland Raiders Burris in der vierten Runde an Position 129 aus. Als Rookie bestritt Burris alle 16 Spiele und startete 15. Er verzeichnete 96 Tackles, davon 62 Solo-Tackles, 1,5 Sacks, drei abgewehrte Pässe und eine Interception, bei der er am 23. Dezember einen Pass von Carolina-Panthers-Quarterback Cam Newton fing und für 7 Yards zurücktrug, nachdem Philip Wheeler den Pass zuvor abgewehrt hatte. Diese Interception beendete Newtons Serie von 176 Pässen ohne Interception. Im Mai 2015 wurde Burris unmittelbar nach dem NFL Draft von den Raiders entlassen.

### Wechsel zum Schauspiel
Nach zahlreichen Verletzungen beendete Burris 2017 seine Footballkarriere und entschied sich für die Schauspielerei, nachdem er während seines Studiums an der San Diego State University einen Schauspielkurs absolviert hatte.
2017 hatte er eine erste Episodenrolle in der Fernsehserie James Blondes sowie eine Rolle im Fernsehfilm A Royal Christmas Ball. Im Disney+-Footballfilm Bruderherz von 2020 spielte er den Team-Captain Keller. Wiederkehrende Rollen folgten, so spielte er Titus in der zweiten Staffel der HBO-Serie The Righteous Gemstones und den Engel Jophiel in der Fernsehserie Lucifer. In Young Rock, der Fernsehserie über Dwayne Johnsons Werdegang, war Burris als der Wrestler Triple H zu sehen. Außerdem trat er in der Jugend-Sitcom Willkommen bei den echten Louds auf.

## Filmografie (Auswahl)
- 2017: James Blondes (Fernsehserie, 1 Folge)
- 2017: A Royal Christmas Ball (Fernsehfilm)
- 2018: Code Black (Fernsehserie, 1 Folge)
- 2018: iBOT
- 2020: Bruderherz (Safety)
- 2021: Lucifer (Fernsehserie, 3 Folgen)
- 2022: The Righteous Gemstones (Fernsehserie, 5 Folgen)
- 2022–2023: Young Rock (Fernsehserie, 5 Folgen)
- 2022–2024: Willkommen bei den echten Louds (The Really Loud House, Fernsehserie, 3 Folgen)